# Armia Mahdiego

Muktada as-Sadr

Armia Mahdiego (جيش المهدي, Dżajsz al-Mahdi) – znana też jako Milicja Mahdiego, działająca w Iraku, szyicka, radykalna, formacja paramilitarna stworzona w czerwcu 2003 i kierowana przez popularnego szyickiego duchownego i przywódcę religijnego Muktadę as-Sadra. Według źródeł amerykańskich w 2007 roku liczyła około 60 000 bojowników.
Formacja stała się znana wraz z wybuchem szyickiej rebelii w kwietniu 2004, w której odegrała główną rolę. Armii Mahdiego udało się wówczas przejściowo opanować Karbalę, Nadżaf, Kufę oraz dzielnicę Bagdadu – as-Saura, tracąc jednak kontrolę nad nimi w wyniku majowej kontrofensywy sił USA i współkoalicjantów. Podczas walk w Karbali siły Armii Mahdiego starły się z żołnierzami polskimi i bułgarskimi broniącymi ratusza (we wspomnieniach żołnierzy polskich określany jako City Hall) – ważnego obiektu będącego siedzibą lokalnych władz. Kilkudniowe krwawe walki z Polakami i wspierającymi ich żołnierzami bułgarskimi zakończyły się porażką bojówek as-Sadra które straciły kilkuset bojowników (obrona ratusza w Karbali). Wobec niepowodzeń i ciężkich strat Muktada as-Sadr zawarł zawieszenie broni z siłami koalicji i nowymi władzami irackimi. Na jego mocy siły formacji zostały częściowo rozwiązane. Walki wybuchły na nowo w sierpniu ograniczając się tym razem do Nadżafu, zakończyły się jednak porażką milicji as-Sadra i kolejnym zawieszeniem broni na mocy którego jego siły wycofały się z miasta.
W ciągu kolejnych 2 lat sporadycznie wybuchały starcia z siłami USA i armią iracką jednak na wyraźnie mniejszą skalę. Kolejne zawieszenie broni udało się podpisać w sierpniu 2007, utrzymało się ono do marca 2008.
W marcu 2008 siły irackie rozpoczęły zakrojoną na dużą skalę akcję przeciwko sadrystom w Basrze, intensywne walki pomiędzy siłami as-Sadra a wojskami irackimi i wspierającymi je oddziałami amerykańskimi wybuchły również w as-Saura w Bagdadzie.
W obydwu rejonach walk Armia Mahdiego doznała niepowodzeń tracąc w as-Saura przeszło 500 bojowników.
Armia Mahdiego zakończyła partyzancką działalność 10 maja 2008, ogłaszając zawieszenie broni.